# 軽トラで行く!激走!港めぐり旅
軽トラで行く!激走!港めぐり旅（けいトラでいく! げきそう! みなとめぐりたび）は、テレビ東京の土曜スペシャルで放送されていたレギュラー企画である。

## 概要
花田虎上とドロンズ石本が、この企画のためだけに「芸能界軽トラ漁業部」を結成。「芸能界軽トラ漁業部」の刺繍が入った作業服姿で旅をする。花田が課長、石本が係長という役職になっていた。
タイトルのとおり、「芸能界軽トラ漁業部」の2人が軽トラックを使って海沿いを旅し、全国各地の港に立ち寄り、グルメを堪能する企画である。土曜スペシャルの他の企画（ローカル路線バス乗り継ぎの旅、街道歩きの旅など）は1回完結型であるが、この企画に限り、前回終わった都道府県から次回は旅を再開するという続き物の形式になっていた。
主に漁港を巡る旅であるが、時折内陸にも入って肉や果物なども堪能していた。また、一部回では自衛隊の基地にアポなし交渉をして、時折取材許可が下りて自衛隊内部を見学することがあった。

## 放送リスト
| 回数 | 放送日         | 番組タイトル                              | 旅をした県                         | スタート地点→ゴール地点                                          |
| ---- | -------------- | ----------------------------------------- | ---------------------------------- | ---------------------------------------------------------------- |
| 1    | 2013年 1月19日 | 軽トラで行く! 日本海800キロ北陸港めぐり旅 | 富山県 石川県 福井県               | 黒部漁港→小浜漁港                                                |
| 2    | 2013年 9月7日  | 軽トラで行く! 日本海500キロ港めぐりの旅2  | 福井県 京都府 兵庫県 鳥取県 島根県 | 小浜漁港→出雲大社                                                |
| 3    | 2014年 2月1日  | 軽トラで行く! 日本海500キロ港めぐり旅3    | 島根県 山口県 福岡県               | 出雲大社→福岡タワー                                              |
| 4    | 2014年 9月20日 | 軽トラで行く! 激走!500キロ 港めぐり旅4    | 福岡県 佐賀県 長崎県 熊本県        | 伊崎漁港（福岡県福岡市中央区） →竜洞山みどりの村（熊本県天草市） |
| 5    | 2015年 2月7日  | 軽トラで行く! 激走!700キロ 港めぐり旅5    | 熊本県 鹿児島県 宮崎県             | 八代港→都井岬灯台                                                |
| 6    | 2015年 9月19日 | 軽トラで行く! 激走!700キロ 港めぐり旅6    | 宮崎県 大分県 福岡県               | 都井岬灯台→和布刈公園                                            |
| 7    | 2016年 3月19日 | 軽トラで行く! 激走!600キロ 港めぐり旅7    | 福岡県 山口県 広島県 岡山県        | 和布刈公園→鷲羽山展望台                                          |